# Letiště Basilej-Mylhúzy-Freiburg

Logo letiště

Letiště Basilej-Mylhúzy-Freiburg (anglicky Basel-Mulhouse-Freiburg Airport, německy Flughafen Basel-Mülhausen-Freiburg, francouzsky Aéroport Bâle-Mulhouse-Fribourg, italsky Aeropuerto de Basilea-Mulhouse-Friburgo) (IATA: BSL, MLH, EAP, ICAO: LFSB), je mezinárodní letiště nedaleko měst Basilej (Švýcarsko), Mylhúzy (Francie) a Freiburg im Breisgau (Německo). Nachází se ve Francii v departmentu Haut-Rhin blízko švýcarských a německých hranic. V roce 2006 přepravilo 4 020 322 cestujících.

## Mezinárodní status
Basilej-Mulhouse-Freiburg je jedno z mála letišť na světě, které provozují společně dvě země, Francie a Švýcarsko. Navzdory oblíbené víře se celé letiště nachází na francouzské půdě, ale je provozováno pod dohodou z roku 1946, kdy obě země poskytly přístup k letišti bez jakýchkoli celních nebo jiných hraničních omezení. Správa letiště má 8 členů z každé země.
Samotná budova letiště je rozdělena na dvě oddělené poloviny, ze kterých jedna slouží francouzské straně (dnes považována za schengenskou část) a druhá polovina slouží švýcarské straně; uprostřed terminálu se nachází celní stanoviště, takže lidé mohou "překročit hranici" odchodem na druhu stranu letiště.

## Externí odkazy

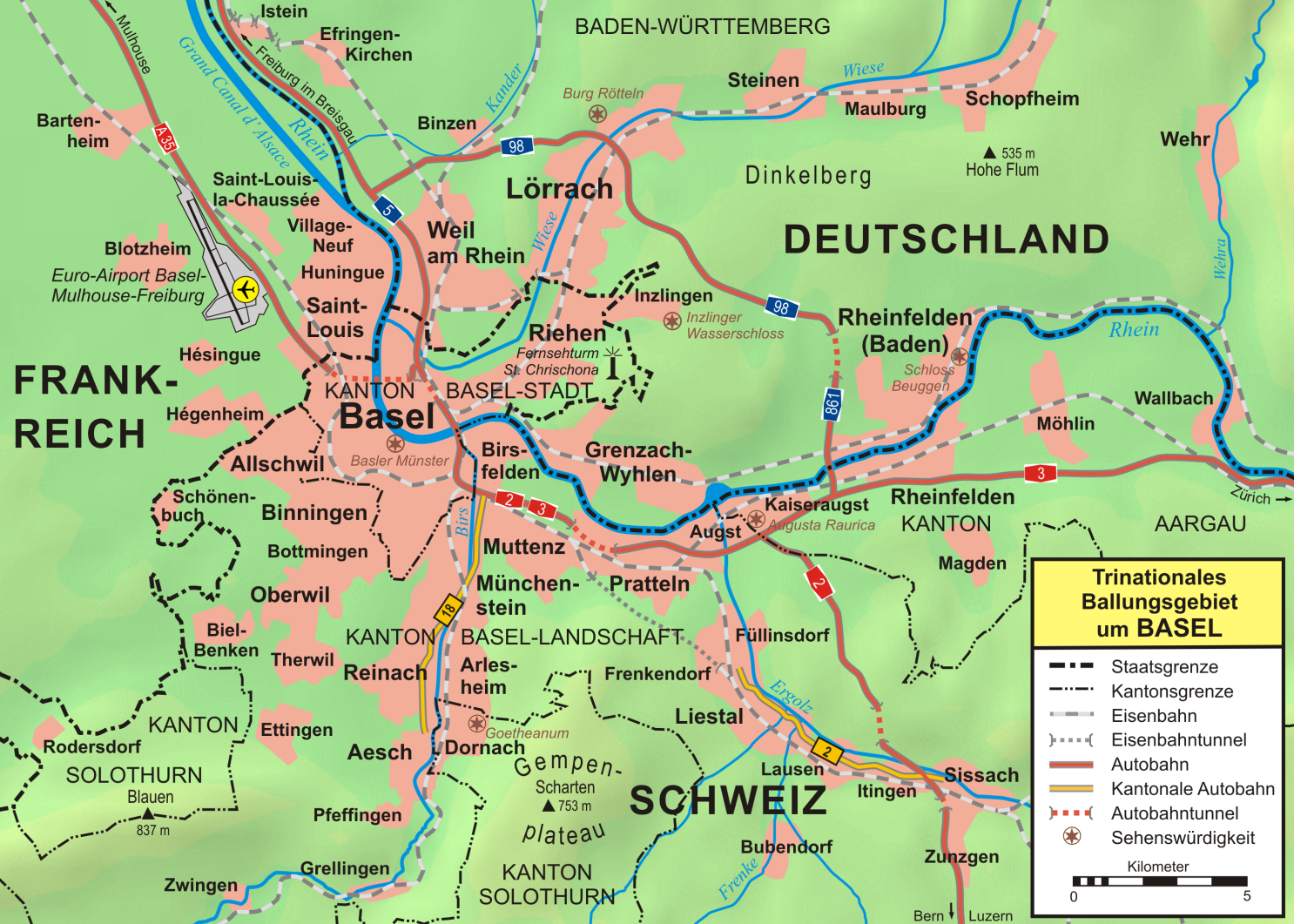
Poloha letiště u Basileje